# Sobočice
Sobočice jsou vesnice v okrese Kolín, je součástí obce Zásmuky. Nachází se asi 1,7 kilometru jižně od Zásmuk. Ve vesnici pramení potok Špandava. Sobočice jsou také název katastrálního území o rozloze 2,77 km².

## Historie
První písemná zmínka o vesnici pochází z roku 1378.